# Tereza Ganza-Aras
Tereza Ganza Aras (Kaštel Sućurac, 29. studenoga 1937. − Zagreb, 2. siječnja 2001.), bila je hrvatska političarka i povjesničarka. 
Područje njezina znanstvenog rada bila su društveno-politička pitanja u Dalmaciji tijekom 19. i ranog 20. stoljeća, a posebice je proučavala politiku dalmatinskih pravaša početkom 20. stoljeća.

## Životopis
Rođena e u Kaštel-Sućurcu 1937. godine. U Splitu i Zadru išla je u osnovnu školu. U Zadru je završila gimnaziju i glazbenu školu. Studirala je u Zadru na Filozofskom fakultetu povijest i latinski. 1963. je godine radila kao učiteljica u Prekom. Od 1963. do 1974. bila je na mjestu asistentice na katedri za povijest zadarskog Filozofskog fakulteta. 1974. je godine za vrijeme sječe hrvatskih proljećara otpuštena kao politički nepodobna. Kad je komunistički režim pošao progoniti nepoželjne intelektualce, izbjegla je uhićenje jer je bila stipendistica jedne njemačke organizacije. Doktorirala je 1978. na zadarskom Filozofskom fakultetu na temi Politika “novog kursa” dalmatinskih pravaša oko Supila i Trumbića. Od 1979. je radila u Zavodu za povijesne znanosti HAZU u Zadru kao knjižničarka, a poslije u znanstvenim zvanjima. 1990-ih se vratila poslu na zadarskom Filozofskom fakultetu. U samostalnoj Hrvatskoj predavala je i na Pedagoškom fakultetu u Osijeku te na Visokoj učiteljskoj školi u Zadru.
U doba uvođenja višestranačja priključila se HSLS-u. Na izborima 1993. izabrana je u Hrvatski državni sabor, u kojemu je bila zastupnicom u Županijskom domu u dvama mandatima. Kad je došlo do raskola unutar HSLS-a, izabrala je stranu Vlade Gotovca i LS-a. U Liberalnoj stranci odmah je došla na visoke dužnosti: bila je članica predsjedništva stranke i predsjednica zadarskog ogranka Liberalne stranke.
Bila je supruga Davora Arasa.